# つかもと景子
つかもと 景子（つかもと けいこ、1959年5月28日 - ）は、日本の女優、声優。本名・旧芸名は塚本 景子（読み同じ）。兵庫県出身。文学座所属。
多摩芸術学園（現:多摩美術大学）卒業。身長154cm、体重46kg。特技は、地歌/上方舞/長唄である。

## 出演作品

### テレビアニメ
1997年
- みすて♡ないでデイジー（ひとみの母）

2005年
- プレイボール（谷口の母）[5]

2007年
- MOONLIGHT MILE（猿渡良枝）[6]
- ラブ★コン（松原さん）

2008年
- カイバ

### 劇場アニメ
1990年代
- もののけ姫（タタラ踏み）

2000年代
- 千と千尋の神隠し（2001年）
- 猫の恩返し（2002年）
- ハウルの動く城（2004年）
- ストレンヂア 無皇刃譚（2007年、より）
- 崖の上のポニョ（2008年）

2020年代
- ジョゼと虎と魚たち（2020年）

### 吹き替え
- ER XII 緊急救命室（イブ・ペイトン）
- オールイン 運命の愛（ヒョンジャ）
- 宮廷女官チャングムの誓い（カン・ドックの妻）
- キリクと魔女
- ブルーブラッド シーズン2
- ミス・マープル5 チムニーズ館の秘密（ヒルダ・ブレンキンリップ）
- 名探偵ポワロ 鳩のなかの猫（スプリンガー）
- 名探偵ポワロ 死者のあやまち（ミス・ブルイス）
- 欲望という名の電車

### 舞台
- パレードを待ちながら（ジャネット）
- 毒の香り―浅草オペラ物語―（西沢波代）
- 華岡青洲の妻（於勝）
- ペンテコスト
- 雨が空から降れば（女3）
- 唐人お吉ものがたり（おもと、お霜）
- 億の奥（下川竜子）
- 場所と思い出（女2）
- 遊女夕霧（遊女小紫）
- ジェルソミーナ（空中ブランコの女）
- ホーム（キャスリーン）
- 近松女敵討（杉）
- ここに夢がしゃがんでいる（少女4）
- 雪国
- 華岡青洲の妻[8]